# Julius Constantijn Rijk

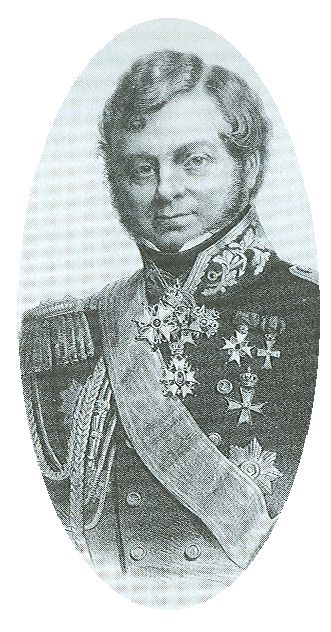
Julius Constantin Rijk (Porträt von I. H. Hoffmeister)

Julius Constantijn Rijk (* 13. Januar 1787 in Wetzlar; † 2. Mai 1854 in Den Haag) war ein konservativer niederländischer Politiker des 19. Jahrhunderts und ein Gouverneur von Suriname.

## Leben
Rijk war sein ganzes Leben mit der Marine verbunden. Im Jahre 1799 trat er dort als Freiwilliger in Dienst und beendete seine Karriere bei der Marine als Vize-Admiral. Er kam aus einfachen Verhältnissen und entwickelte sich durch Selbststudium zu einem angesehenen Hydrograf und Marineoffizier. Er war Adjutant von einigen Vize-Admirals, Direktor des Lotsenwesens und Kommandant der Marineausbildung in Medemblik. Der Mitgliedschaft bei den Freimaurern wird zugeschrieben, dass der Verlauf seiner Karriere so günstig verlief. Rijk war drei Jahre Gouverneur von Suriname und unter Wilhelm II. Minister der Marine. Auch nach der liberalen Wende von 1848 (u. a. Grundgesetzänderung, die Niederlande wurden konstitutionelle Monarchie) behielt er einige Zeit seinen Ministerposten im Kabinett Schimmelpenninck und im Kabinett De Kempenaer/Donker Curtius. Nach der „Aprilbewegung“ von 1853 wird er als Mitglied der Konservativen zum Abgeordneten in Den Haag gewählt.
Sein Grab befindet sich auf dem niederländischen Friedhof Oud Eik en Duinen in Den Haag.